# Ausbesserungswerk Stuttgart-Bad Cannstatt

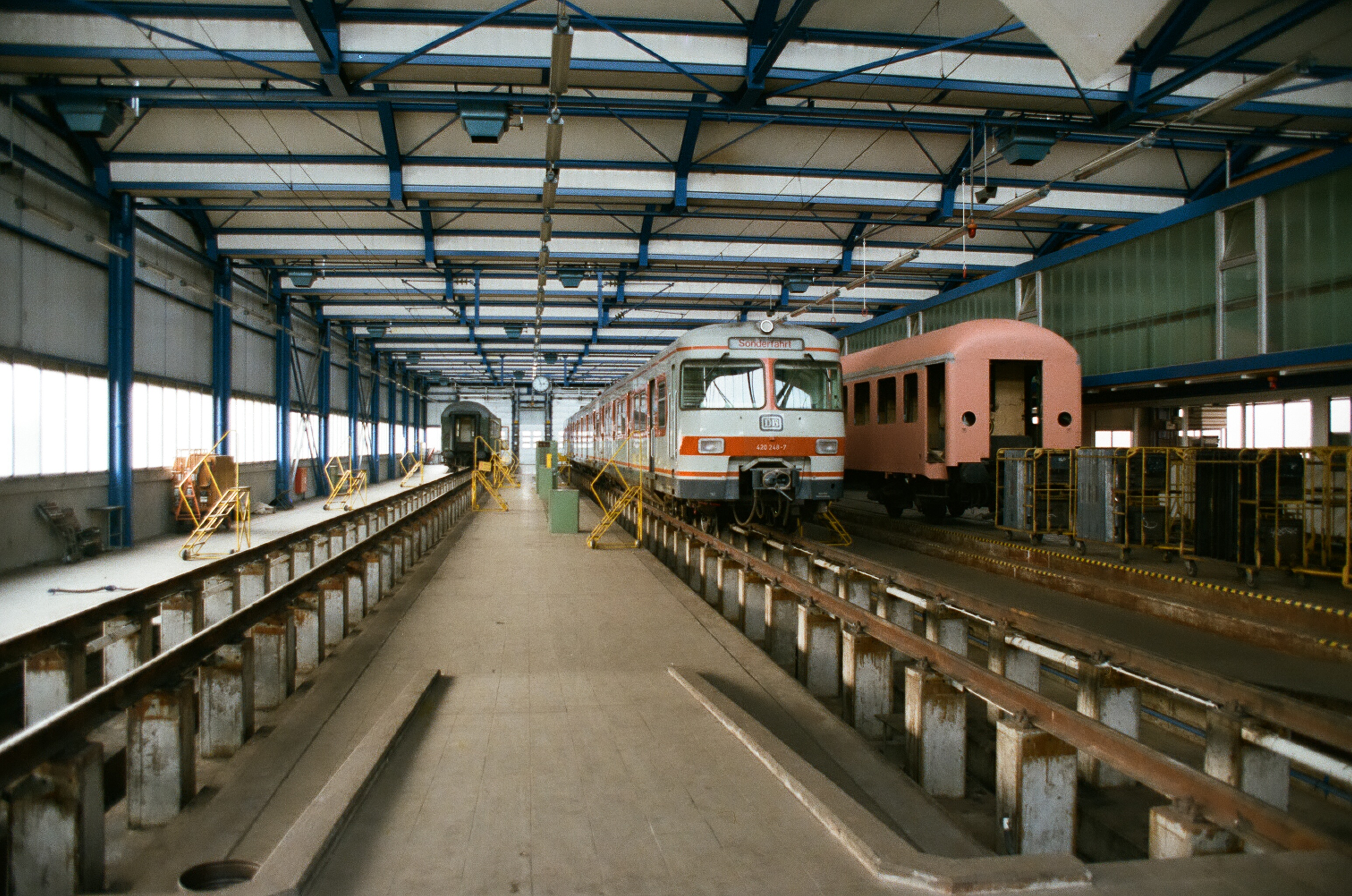
Eine Baureihe 420 im AW Bad Cannstatt (1984)

Das Ausbesserungswerk Stuttgart-Bad Cannstatt (abgekürzt AW Stuttgart-Bad Cannstatt, bahnbetriebliches Kürzel Ct) war ein Eisenbahnausbesserungswerk in der baden-württembergischen Landeshauptstadt Stuttgart im heutigen Stadtbezirk Bad Cannstatt.

## Geschichte

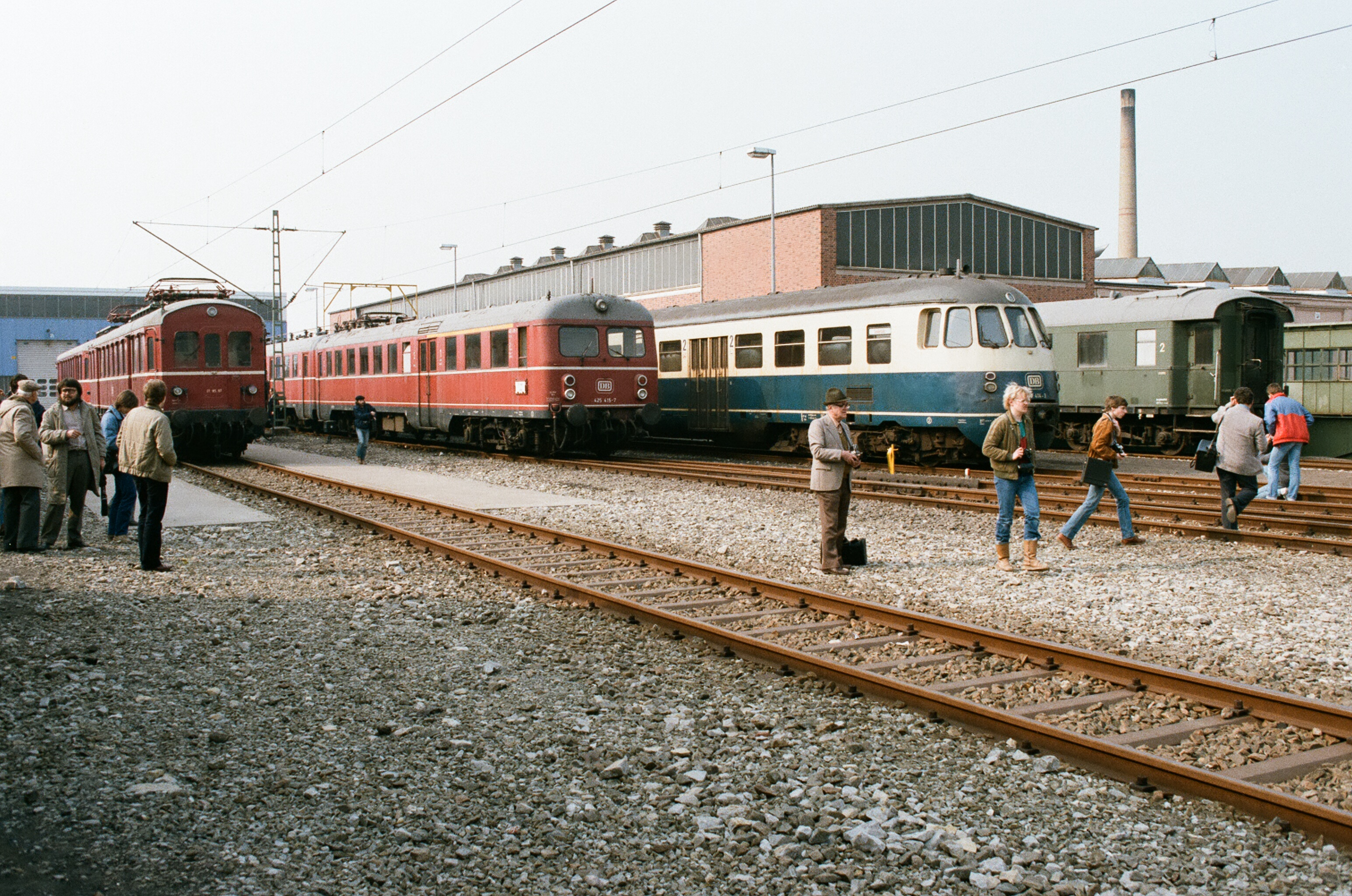
Das Außengelände des AW Bad Cannstatt (1984)

Am 4. April 1869 wurde das Werk als „Königlich Württembergische Central Wagenreparatur Werkstätte“ in Betrieb genommen. Ihre Aufgaben waren die Reparatur und Revision des Wagenparks der K.W.St.E. Im April 1890 wurde mit der Lehrlingsausbildung begonnen.
Nach der Gründung der Deutschen Reichsbahn wurde aus der Wagenwerkstätte das Reichsbahn-Ausbesserungswerk (RAW) Cannstatt. Als weitere Aufgabe übernahm es ab 1933 die Instandhaltung der Bei- und Steuerwagen der Baureihe ET 65, die im Stuttgarter Vorortverkehr eingesetzt waren. 1953 wurden auch die Arbeiten an anderen Triebwagen vom AW Cannstatt übernommen. Der Aufgabenschwerpunkt lag jedoch auf Reisezugwagen.
1968 wurde eine neue Lehrwerkstätte für etwa 100 Lehrlinge neu erbaut.
Drei Tage der offenen Tür, die anlässlich des hundertjährigen Bestehens vom 7. bis 9. November 1969 veranstaltet wurden, besuchten rund 10.500 Besucher.
Ab 1972 kamen zusätzlich S-Bahn-Triebwagen aus ganz Deutschland zur Ausbesserung nach Bad Cannstatt. Zwei Tage der offenen Tür anlässlich des 110-jährigen Bestehens besuchten knapp 20-mal so viele Menschen. Ende der 1970er Jahre beschäftigte das Werk rund 1000 Mitarbeiter. Ihm waren mehr als 2200 Reisezugwagen und knapp 250 Triebzüge (größtenteils solche der Baureihe 420) fest zugewiesen. Jährlich wurden fast 900 Reisezugwagen sowie an die 150 Triebzüge ausgebessert sowie an 470 Reisezugwagen und 70 Triebwagen erforderliche Untersuchungen durchgeführt.
1987 beschloss der Vorstand der Deutschen Bundesbahn die Aufgabe des AW Bad Cannstatt. Am 30. April 1989 wurde es geschlossen und das Gelände verkauft. Es wird heute von der Daimler AG genutzt.
Nach dem Niedergang des „echten“ Ausbesserungswerks Stuttgart-Bad Cannstatt (AW Stuttgart-Bad Cannstatt) firmiert unter dem Namen Ausbesserungswerk Cannstatt (AW Cannstatt) heute ein Hersteller von Eisenbahnmodellen.